# 214e division d'infanterie (Allemagne)
Pour les articles homonymes, voir 214e division d'infanterie.
La  214e division d'infanterie (en allemand : 214. Infanterie-Division ou 214. ID) est une des divisions d'infanterie de l'armée allemande (Wehrmacht) durant la Seconde Guerre mondiale.

## Création et différentes dénominations
La 214. Infanterie-division est formée le 26 août 1939 à Hanau dans le Wehrkreis IX avec du personnel de la Landwehr en tant qu'élément de la 3. Welle (3e vague de mobilisation).
Les crimes de guerre connus
Le 20 novembre 1942, les soldats du III./Infanterie-Regiment 355 sous le commandement de l'Oberst Peter ont reçu l'ordre d'exécuter 14 soldats commandos britanniques qui avaient été capturés lors de leur atterrissage, loin de leur zone cible pendant l'Opération Freshman. Cet acte est considéré comme un crime de guerre.

## Organisation

### Commandants
| Date                                 | Grade           | Commandant          |
| ------------------------------------ | --------------- | ------------------- |
| 1er septembre 1939 - 30 janvier 1940 | Generalleutnant | Theodor Groppe (de) |
| 30 janvier 1940 - 31 décembre 1943   | Generalleutnant | Max Horn (de)       |
| 31 décembre 1943 - 15 février 1944   | Generalmajor    | Carl Wahle          |
| 15 février 1944 - 28 mars 1944       | Generalleutnant | Max Horn            |
| 28 mars 1944 - ? janvier 1945        | Generalleutnant | Harry von Kirchbach |

### Officiers d'opérations (Generalstabsoffiziere (Ia))
| Date                         | Grade               | Commandant           |
| ---------------------------- | ------------------- | -------------------- |
| ? 1939 - Mars 1941           | Major i.G.          | Hans Fromberger      |
| 10 mars 1941 - 20 avril 1944 | Oberstleutnant i.G. | Hans-Wilhelm Tilgner |
| 20 avril 1944 - Janvier 1945 | Oberstleutnant i.G. | Heinrich Gehm        |

## Théâtres d'opérations
- West Wall : septembre 1939 - avril 1940
- Norvège : avril 1940 - septembre 1941
- Finlande : septembre 1941 - février 1944
- Front de l'Est, secteur nord : février 1944 - avril 1944
- Pologne et Silésie : avril 1944 - janvier 1945

## Ordres de bataille
1939
- Infanterie-Regiment 355
- Infanterie-Regiment 367
- Infanterie-Regiment 388
- Artillerie-Regiment 214
  - I. Abteilung
  - II. Abteilung
  - III. Abteilung
  - IV. Abteilung
- Pionier-Bataillon 214
- Panzerabwehr-Abteilung 214
- Aufklärungs-Abteilung 214
- Infanterie-Divisions-Nachrichten-Abteilung 214
- Infanterie-Divisions-Nachschubführer 214

1944
- Grenadier-Regiment 355
- Grenadier-Regiment 367
- Grenadier-Regiment 568
- Divisions-Füsilier-Bataillon 214
- Artillerie-Regiment 214
  - I. Abteilung
  - II. Abteilung
  - III. Abteilung
  - IV. Abteilung
- Pionier-Bataillon 214
- Panzerjäger-Abteilung 214
- Infanterie-Divisions-Nachrichten-Abteilung 214
- Infanterie-Divisions-Nachschubführer 214